# Battaglia dell'Amba Aradam
La battaglia dell'Amba Aradam (conosciuta anche come battaglia dell'Endertà o massacro di Amba Aradam) fu un conflitto armato combattuto nel febbraio 1936 durante la guerra d'Etiopia, presso il monte (Amba) Aradam. La battaglia si articolò in attacchi e contrattacchi delle forze del Regno d'Italia al comando del maresciallo Pietro Badoglio contro le forze etiopi del ras Mulugeta.
La battaglia venne combattuta essenzialmente attorno all'area del monte Amba Aradam, che comprendeva gran parte della provincia di Endertà e si concluse con una netta vittoria del maresciallo Badoglio; le forze abissine furono sconfitte e in parte si disgregarono durante la ritirata a causa dell'iprite, un gas vescicante rilasciato a bassa quota dall’aviazione del Regio esercito italiano, anche sui civili. A terra, i soldati spararono proiettili all’arsina e al fosgene, fortemente tossici.

## Antefatto
Il 3 ottobre 1935, il generale Emilio De Bono avanzò nell'Etiopia dall'Eritrea senza che fosse stata emanata una dichiarazione di guerra. De Bono poteva disporre approssimativamente di una forza pari a 100 000 soldati del regno d'Italia e 25 000 àscari. Nel dicembre di quell'anno, dopo un breve periodo di inattività, De Bono venne esonerato dal comando e rimpiazzato alla guida da Pietro Badoglio.
Il Negus Hailé Selassié lanciò l'offensiva di Natale in quello stesso anno per saggiare la forza di Badoglio, ottenendo uno stallo. Verso la metà di gennaio del 1936 Badoglio fece avanzare nuovamente le proprie truppe adoperando carri armati CV33, artiglieria e anche bombe all'iprite.

## Preparazione

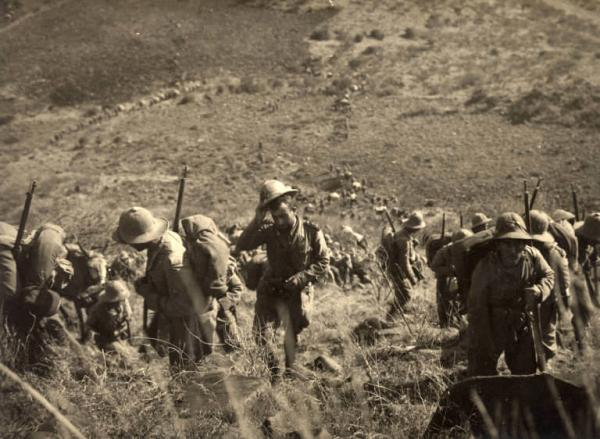
La divisione Sila durante la battaglia dell'Amba Aradam

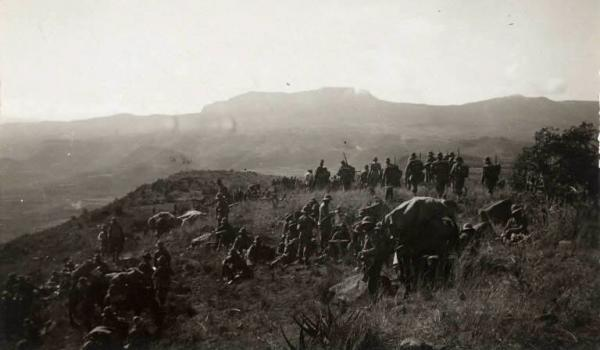
Truppe italiane in movimento con lo sfondo dell'Amba Aradam

All'inizio del gennaio del 1936, le forze etiopi si trovavano sulle colline che dominavano le posizioni dell'esercito italiano e lanciarono verso questi ultimi un attacco su basi regolari.
Mussolini, da Roma, era impaziente di assistere alla completa disfatta degli etiopi sul campo di battaglia, forte delle buone nuove che quotidianamente riceveva da Badoglio.
Gli etiopi si scontrarono con le truppe del Regio esercito italiano in tre gruppi suddivisi: al centro, presso Abbi Addi e presso il fiume Beles, dove si trovava ras Cassa Darghiè con circa 40 000 uomini assieme a ras Sejum Mangascià con circa 30 000 uomini. Sul fianco destro etiope si trovava il ras Mulugeta e la sua armata di circa 80 000 uomini in posizione elevata sull'Amba Aradam. Il Ras Imru Haile Selassie con circa 40 000 uomini si trovava invece a coprire il fianco sinistro nell'area presso Seleh Leha nella provincia di Scirè .
Badoglio aveva cinque corpi d'armata a sua disposizione. Alla sua destra egli disponeva il IV ed il II corpo dirimpetto a ras Imru. Al centro si trovava il Corpo d'armata eritreo contro i ras Cassa e Sejum. Contro Mulugeta si trovavano invece il I ed il III corpo d'armata.
Inizialmente, Badoglio vide la distruzione dell'armata di Mulugeta come sua prima priorità. Le forze di Mulugeta avrebbero dovuto essere spodestate dalla forte posizione in cui si trovavano sull'Amba Aradam di modo da permettere alle truppe del Regio esercito italiano di continuare la loro avanzata verso Addis Abeba. La pressione che i ras Cassa e Sejum stavano esercitando sulle truppe italiane, però, portò Badoglio a decidere in primo luogo di eliminare questi.
Dal 20 al 24 gennaio si ebbe la prima battaglia del Tembien. La battaglia non concluse granché sul campo di battaglia, ma pose in ritirata ras Cassa e liberò dall'impiego il I e III corpo dell'esercito italiano.
Il 9 febbraio, il maresciallo Badoglio tenne una conferenza stampa nel suo quartier generale annunciando che l'ostacolo che si frapponeva tra gli italiani e Addis Abeba stava per essere liquidato. Badoglio parlava certamente di Mulugeta e della sua armata che si trovava ancora sul monte Amba Aradam. La montagna era composta di due parti. Una scogliera, conosciuta dagli italiani come "La spina di pesce" e a destra di questa un picco piano chiamato il "Cappello da prete". La terra alla base del monte era chiamata Endertà.
Anche se le forze in gioco da ambo le parti erano simili numericamente, Badoglio aveva ad ogni modo un netto vantaggio in armamento sui nemici. Gli italiani che attaccarono l'Amba Aradam disponevano di oltre 5 000 mitragliatrici, 280 pezzi d'artiglieria e 170 aeroplani. Gli etiopi, in contrasto, disponevano di 400 mitragliatrici, 18 cannoni di medio calibro fra moderni e di fattura antiquata, alcune mitragliatrici contraeree, ma nessun aeroplano. L'unico vantaggio di Mulugeta era la posizione strategica in cui le sue truppe si trovavano.

## La battaglia

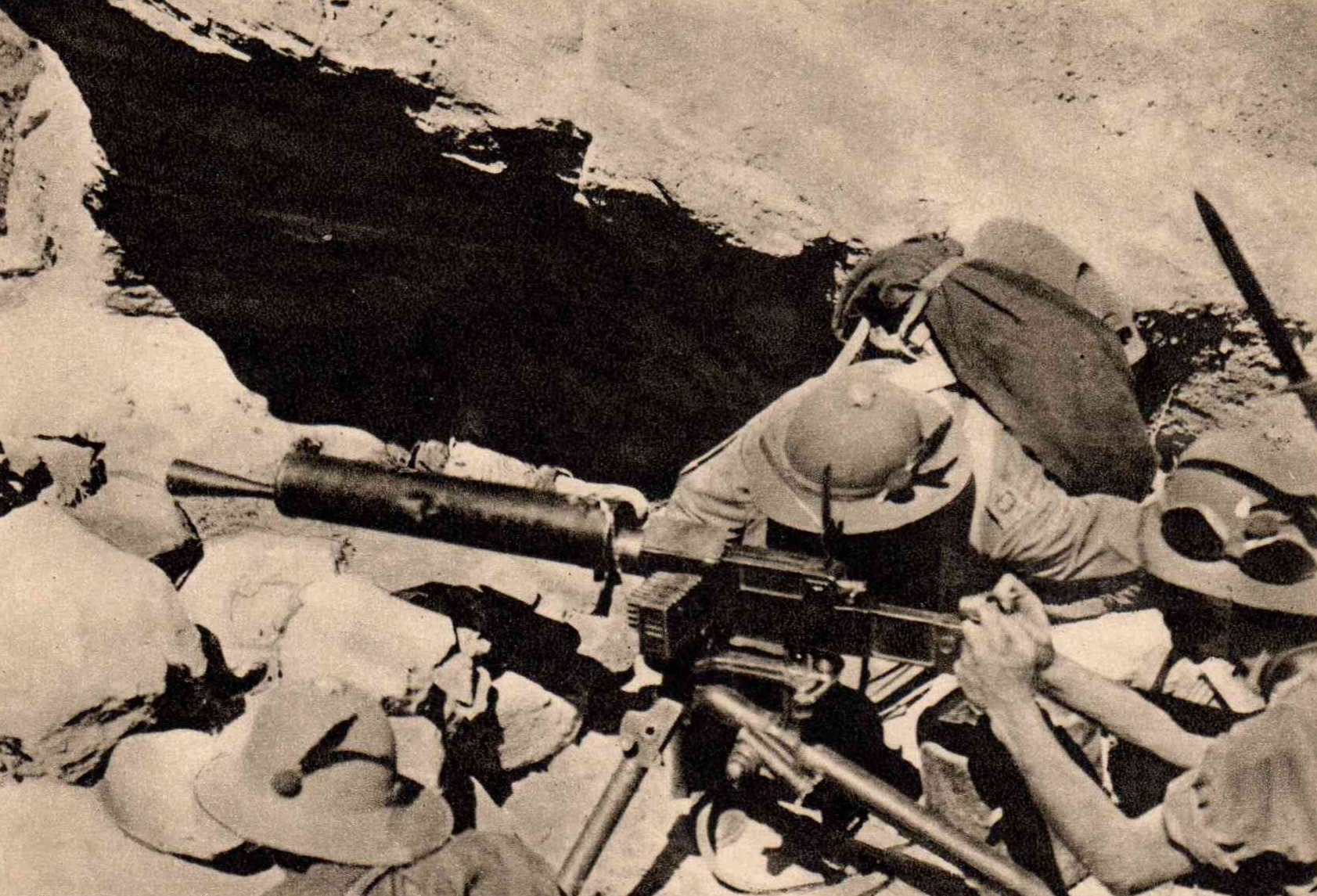
Mitraglieri alpini sull'Amba Aradam

Alle 8.00 del mattino del 10 febbraio, Badoglio lanciò il primo attacco della battaglia dell'Amba Aradam. L'esercito era composto da soldati regolari del Regio Esercito e da volontari delle camicie nere, mentre gli àscari formavano la riserva. Il I e III corpo italiani si spostarono sulla piana di Calaminò e quando calò la notte entrambi i corpi si accamparono lungo le rive del fiume Gabat.
Badoglio aveva avuto una formazione come generale d'artiglieria e come tale era fortemente intenzionato a promuovere l'utilizzo di questa arma. Il suo quartier generale fungeva poi anche da posto di osservazione della battaglia e da luogo di partenza degli aerei della Brigata aerea da bombardamento mandati in ricognizione sul fronte ogni cinque minuti. Questi aerei identificarono le posizioni delle forze etiopi per gli artiglieri italiani.

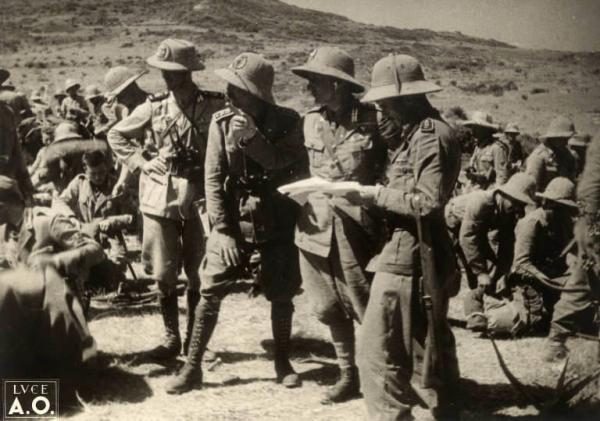
Gli ufficiali della divisione Sila consultano le mappe dell'Amba Aradam durante un momento di riposo

Durante l'offensiva preparatoria, le forze italiane usarono massicciamente gas venefici, in primis granate all'arsina, di cui vennero sparati non meno di 1367 granate da 105mm (su un totale di 22908 colpi sparati dall'artiglieria).
Gli aerei italiani, inoltre, mapparono l'area attorno all'Amba Aradam e scoprirono le varie debolezze delle difese di ras Mulugeta. Fotografie aeree mostrarono che l'attacco dal piano di Antalo a sud dell'Amba Aradam sarebbe stato il migliore. Badoglio, pertanto, decise di accerchiare l'Amba Aradam e di attaccare Mulugeta dal retro così da forzare le sue truppe a spostarsi verso il piano di Antalo dove sarebbero state distrutte dai restanti corpi d'armata italiani.

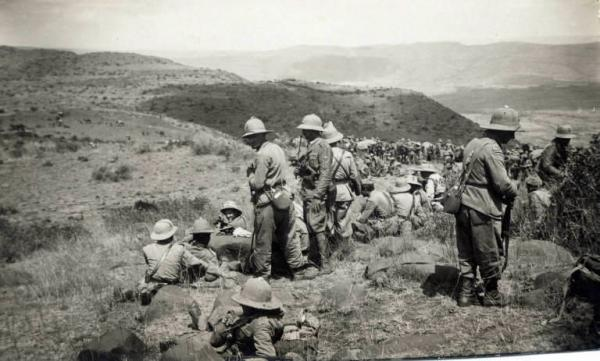
Sul costone di Dausà

L'11 febbraio la 4ª Divisione CC.NN. "3 gennaio" e la 5ª Divisione alpina "Pusteria" del III corpo avanzarono da Gabat presso la parte ovest dell'Amba Aradam. Nello stesso tempo, il I corpo si mosse a est del monte.
Mulugeta si accorse troppo tardi del piano degli italiani per accerchiare le sue posizioni.
Al mezzogiorno del 12 febbraio, gran parte delle forze etiopi scese dal fianco occidentale dell'Amba Aradam e attaccò la Divisione Camicie Nere che fu duramente provata, ma così non fu per la divisione alpina Pusteria che continuò l'avanzata verso Antalo. I continui bombardamenti (anche con gas venefici) d'aria e d'artiglieria da parte degli italiani, colpirono duramente le posizioni etiopi già provate dalle mortali e devastanti conseguenze dei gas e delle bombe.
Alla sera del 14 febbraio, gli italiani avevano raggiunto le posizioni desiderate e si raggrupparono con l'artiglieria per l'assalto finale.

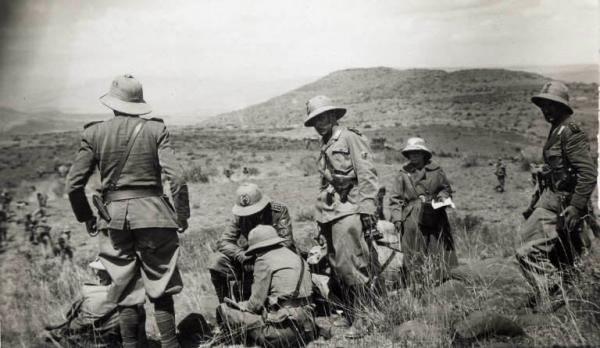
Giuseppe Bottai e altri ufficiali consultano una mappa

Dalla mattina del 15 febbraio, sotto la copertura dell'oscurità e di una densa nebbia, gli italiani completarono l'accerchiamento della montagna. Quando giunse la luce del giorno e le dense nubi si diradarono, gli ultimi etiopi decisero eroicamente di sacrificarsi con l'ultimo attacco disperato. Al calar della sera la battaglia poteva dirsi conclusa.

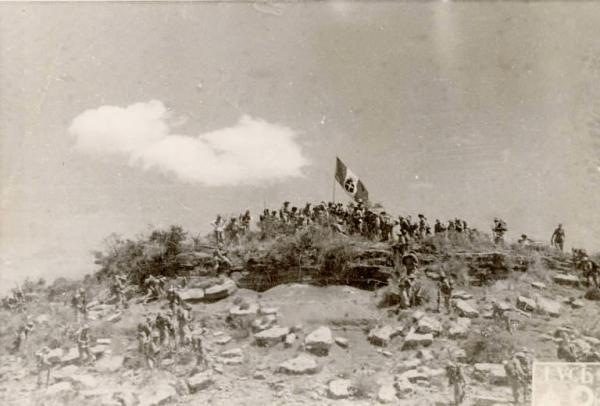
Conquista di un'altura sassosa

Mulugeta pensava che gli italiani avrebbero prima attaccato il "cappello da prete"; invece si concentrarono sulla "spina di pesce", dove gli etiopi si sentivano più sicuri e dove speravano di attendere l'attacco definitivo, così da rendere ulteriormente difficoltosa l'avanzata del nemico. I soldati del duca di Pistoia giunsero per prime sulla cima dell'Amba Aradam dopo un violento assalto all'arma bianca guidato dal duca in persona.
Le perdite, come dal comunicato di Badoglio, vedono un totale, fra morti e feriti, di 36 ufficiali, 621 nazionali e 143 indigeni da parte italiana e una stima di circa 20 000 uomini da parte etiope.

## Conseguenze
Badoglio non ebbe nessuna pietà delle truppe etiopi, per i quattro giorni seguenti fece sganciare bombe all'iprite sulle colonne in rotta. Inoltre la locale tribù di Azebu Galla si alleò con gli italiani per attaccare gli etiopi in ritirata.
Tadessa Mulugeta, figlio del ras Mulugeta, che era comandante della retroguardia durante la battaglia dell'Amba Aradam, venne ucciso durante le azioni di retroguardia contro la tribù dei Galla e il suo corpo venne da questi ultimi mutilato. Quando Mulugeta ricevette la notizia di questo oltraggio, egli ritornò nel villaggio per vendicarsi, ma venne ucciso da una mitragliata aerea.
Badoglio, come ultime azioni tattiche, si portò contro i ras Cassa e Sejum così da dare inizio alla seconda battaglia del Tembien.